# Molinadendron sinaloense
Molinadendron sinaloense är en trollhasselart som först beskrevs av Standley och Gentry, och fick sitt nu gällande namn av Endress. Molinadendron sinaloense ingår i släktet Molinadendron och familjen trollhasselfamiljen. Inga underarter finns listade i Catalogue of Life.